# The Chronological Classics: Cab Calloway and His Orchestra 1932-1934
| Recensione | Giudizio |
| ---------- | -------- |
| AllMusic   | [ 1 ]    |

The Chronological Classics: Cab Calloway and His Orchestra 1932-1934 è una compilation su CD del bandleader e cantante jazz statunitense Cab Calloway, pubblicato dall'etichetta discografica francese Classics Records nel 1990.

## Tracce

### CD
1. Hot Water – 2:54 (Will Hudson) – Registrato il 7 dicembre 1932 a New York
2. Doin' the New Low-Down – 3:06 (Dorothy Fields, Jimmy McHugh) – Registrato il 29 dicembre 1932 a New York
3. Evenin' – 2:44 (Mitchell Parish, Harry White) – Registrato il 18 settembre 1933 a New York
4. Harlem Hospitality – 2:36 (Jimmy Van Heusen, Harold Arlen) – Registrato il 21 settembre 1933 a New York
5. The Lady with the Fan – 3:14 (Cab Calloway, Jeanne Burns, Al Brackman) – Registrato il 2 novembre 1933 a New York
6. Harlem Camp Meeting – 3:06 (Harry White) – Registrato il 2 novembre 1933 a New York
7. Zaz Zuh Zaz – 3:24 (Cab Calloway, Harry White) – Registrato il 2 novembre 1933 a New York
8. Father's Got His Glasses On – 3:07 (Edwin Swayzee) – Registrato il 2 novembre 1933 a New York
9. Minnie the Moocher – 3:33 (Cab Calloway, Irving Mills) – Registrato il 18 dicembre 1933 a New York
10. The Scat Song – 2:45 (Cab Calloway) – Registrato il 18 dicembre 1933 a New York
11. Kickin' the Gong Around – 3:21 (Ted Koehler, Harold Arlen) – Registrato il 18 dicembre 1933 a New York
12. There's a Cabin in the Cotton – 3:28 (Mitchell Parish, Frank Perkins) – Registrato il 18 dicembre 1933 a New York
13. I Learned About Love from Her – 3:02 (Cab Calloway) – Registrato il 19 dicembre 1933 a New York
14. Little Town Gal – 3:10 (Jeanne Burns) – Registrato il 19 dicembre 1933 a New York
15. 'Long About Midnight – 3:02 (Alexander Hill, Irving Mills) – Registrato il 22 gennaio 1934 a New York
16. Moon Glow – 3:04 (Will Hudson) – Registrato il 22 gennaio 1934 a New York
17. Jitter Bug – 3:09 (Edwin Swayzee, Cab Calloway) – Registrato il 22 gennaio 1934 a New York
18. Hotcha Razz-Ma-Tazz – 3:12 (Andy Razaf, Irving Mills, Will Hudson) – Registrato il 23 gennaio 1934 a New York
19. Margie – 3:07 (Benny Davis, Con Conrad, Joseph Russel Robinson) – Registrato il 23 gennaio 1934 a New York
20. Emaline – 2:50 (Mitchell Parish, Frank Perkins) – Registrato il 23 gennaio 1934 a New York
21. Chinese Rhythm – 2:49 (Harry White, Cab Calloway) – Registrato il 4 settembre 1934 a Chicago, Illinois
22. Moonlight Rhapsody – 3:24 (Will Hudson) – Registrato il 4 settembre 1934 a Chicago, Illinois
23. Avalon – 3:28 (Al Jolson, Vincent Rose) – Registrato il 4 settembre 1934 a Chicago, Illinois

## Musicisti
Hot Water

Cab Calloway and His Orchestra
- Cab Calloway - voce, direttore orchestra
- Edwin Swayzee - tromba
- Lammar Wright - tromba
- Doc Cheatham - tromba
- De Priest Wheeler - trombone
- Harry White - trombone
- Eddie Barefield - clarinetto, sassofono alto, sassofono baritono
- Arville Harris - clarinetto, sassofono alto
- Andrew Brown - clarinetto basso, sassofono alto, sassofono baritono
- Walter Thomas - clarinetto, sassofono tenore, flauto
- Bennie Payne - pianoforte, celesta
- Morris White - banjo, chitarra
- Al Morgan - contrabbasso
- Leroy Maxey - batteria
- Will Hudson - arrangiamenti

Doin' the New Low-Down

Don Redman and His Orchestra
- Don Redman - sassofono alto, voce, arrangiamento, direttore orchestra
- Cab Calloway - voce
- The Mills Brothers - voce
- Shirley Clay - tromba
- Langston Curl - tromba
- Sidney De Paris - tromba
- Claude Jones - trombone
- Fred Robinson - trombone
- Benny Morton - trombone
- Edward Inge - clarinetto, sassofono alto
- Rupert Cole - clarinetto, sassofono alto
- Robert Carroll - sassofono tenore
- Horace Henderson - pianoforte, arrangiamento
- Talcott Reeves - banjo, chitarra
- Bob Ysaguirre - contrabbasso
- Manzie Johnson - batteria, vibrafono

Evenin' / Harlem Hospitality / The Lady with the Fan / Harlem Camp Meeting / Zaz Zuh Zaz / Father's Got His Glasses On

Cab Calloway and His Cotton Club Orchestra
- Cab Calloway - voce, direttore orchestra
- Cab Calloway - coro (brano: Father's Got His Glasses On)
- Edwin Swayzee - tromba
- Doc Cheatham - tromba
- De Priest Wheeler - trombone
- Harry White - trombone
- Eddie Barefield - clarinetto, sassofono alto, sassofono baritono
- Arville Harris - clarinetto, sassofono alto
- Andrew Brown - clarinetto basso, sassofono alto, sassofono baritono
- Walter Thomas - clarinetto, sassofono tenore, flauto
- Bennie Payne - pianoforte, celesta
- Morris White - banjo, chitarra
- Al Morgan - contrabbasso
- Leroy Maxey - batteria
- Harry White - arrangiamenti (brano: Father's Got His Glasses On)

Minnie the Moocher / The Scat Song / Kickin' the Gong Around / There's a Cabin in the Cotton / I Learned About Love from Her / Little Town Gal

Cab Calloway and His Cotton Club Orchestra
- Cab Calloway - voce
- Edwin Swayzee - tromba
- Lammar Wright - tromba
- Doc Cheatham - tromba
- De Priest Wheeler - trombone
- Harry White - trombone
- Eddie Barefield - clarinetto, sassofono alto, sassofono baritono
- Arville Harris - clarinetto, sassofono alto
- Andrew Brown - clarinetto basso, sassofono alto, sassofono baritono
- Walter Thomas - clarinetto, sassofono tenore, flauto
- Bennie Payne - pianoforte, celesta
- Morris White - banjo, chitarra
- Al Morgan - contrabbasso
- Leroy Maxey - batteria

'Long About Midnight / Moon Glow / Jitter Bug / Hotcha Razz-Ma-Tazz / Margie / Emaline / Chinese Rhythm / Moonlight Rhapsody / Avalon

Cab Calloway and His Cotton Club Orchestra
- Cab Calloway - voce (eccetto brano: Moon Glow)
- Edwin Swayzee - tromba
- Lammar Wright - tromba
- Doc Cheatham - tromba
- De Priest Wheeler - trombone
- Harry White - trombone
- Eddie Barefield - clarinetto, sassofono alto, sassofono baritono
- Arville Harris - clarinetto, sassofono alto
- Andrew Brown - clarinetto basso, sassofono alto, sassofono baritono
- Walter Thomas - clarinetto, sassofono tenore, flauto
- Bennie Payne - pianoforte, celesta
- Morris White - banjo, chitarra
- Al Morgan - contrabbasso
- Leroy Maxey - batteria